# Panolis
Panolis es un género de polillas de la familia Noctuidae. 

## Especies
Se reconocen ocho especies, cuya área de distribución abarca desde Europa hasta Asia oriental:
- Panolis bachmae Benedek & Babics, 2017
- Panolis estheri Ronkay, Ronkay, Gyulai & Hacker, 2010
- Panolis exquisita Draudt, 1950
- Panolis flammea (Denis & Schiffermüller, 1775)
- Panolis japonica Draudt, 1935
- Panolis ningshan Wang, Fan, Owada, Wang & Nylin, 2014
- Panolis pinicortex Draudt, 1950
- Panolis variegatoides (Poole, 1989)